# La Còla
La Còla (occità) o La Colle (francès), en francès antic L'Acaulle) és un barri de Mònaco, dins l'antic comú francès de la Condamina.
La seva superfície és de 175.811 metres quadrats. Té assignat el número estadístic 07.

Els barris de Mònaco amb la Còla (07)